# 王红卫 (管理学教授)
王红卫，华中科技大学教授，主要从事系统工程、控制科学与工程等领域的研究。兼任中国国务院学位委员会控制科学与工程学科评议组成员，王红卫曾入选教育部长江学者特聘教授，享受中国国务院特殊津贴。